# いすゞ自動車首都圏
いすゞ自動車首都圏株式会社（いすずじどうしゃしゅとけん、略称：いすゞ首都圏）は、いすゞ自動車の製品を取り扱う自動車販売会社である。本社を東京都江東区に置く。いすゞ自動車販売の完全子会社。
東京運輸支局管内の一部（東京都区部、島しょ部並びに東京都多摩地域境の隣接域）、埼玉運輸支局管内一部（埼玉県川口市を中心とする周辺域）、神奈川運輸支局管轄区域、千葉運輸支局管内区域および山梨運輸支局管轄区域を主販売エリアとする。

## 沿革
- 1943年（昭和18年）10月 - 自動車整備統制令により東京都自動車整備配給株式会社が創立、いすゞ（前身のヂーゼル自動車工業株式会社）、トヨタ、日産、各社の販売を開始。
- 1946年（昭和21年） 
  - 6月 - 改正自動車配給要綱に基づき運輸省が地方自動車配給株式会社を解散。
  - 11月 - 京浜いすゞ自動車販売株式会社として創立。
- 1951年（昭和26年）11月 - 神奈川県域における販売を分離し、神奈川いすゞ自動車を設立。当社は東京都を販売区域とする東京いすゞ自動車株式会社となる。
- 1964年（昭和39年）12月 - 小型車部門を分離し、新東京いすゞモーター株式会社を設立。
- 1965年（昭和40年） 4月 - 乗用車部門を東都いすゞモーター株式会社へ分離。
- 1992年（平成4年） 8月 - 多摩地域における販売を多摩いすゞ自動車株式会社（後の西東京いすゞ自動車）へ分離。
- 1995年（平成7年） 4月 - 東京いすゞ自動車が千葉いすゞ自動車を合併。販売区域を東京23区及び千葉県へ拡大。
- 2000年（平成12年）10月 - いすゞ自動車との株式交換により、同社の完全子会社となる。
- 2002年（平成14年）3月 - 東京いすゞ自動車がいすゞモーター東京を合併。
- 2007年（平成19年）2月 - いすゞネットワーク（現・いすゞ自動車販売）が当社全株式を取得。
- 2011年（平成23年）10月1日 - 東京いすゞ自動車を存続会社として、神奈川いすゞ自動車・山梨いすゞ自動車を合併し、いすゞ自動車首都圏株式会社に商号変更。
- 2013年（平成25年）2月1日 - 西東京いすゞ自動車を合併[2]。

## 事業所所在地
各事業所は公式サイト拠点一覧参照。